# Campeonato Europeo de Baloncesto Femenino Sub-18 de 2024
El XXXIX Campeonato Europeo de Baloncesto Femenino Sub-18 fue una competición deportiva a nivel europeo para equipos  de menores de 18 años que tuvo lugar en Matosinhos, Portugal, desde el 3 al 11 de agosto de 2024.
Esta competición también sirvió como el clasificatorio de FIBA Europa para el Campeonato Mundial de Baloncesto Femenino Sub-19 de 2025 en la República Checa. Los cinco mejores equipos se unirán a los anfitriones, que se clasifican automáticamente.

## Equipos participantes
Tras el descenso en la edición anterior de la República Checa y Lituania (Portugal, que acabó en penúltimo lugar, no descendió por ser la organizadora de esta edición), ascendieron Croacia, como ganadora de la División B del Campeonato Europeo de Baloncesto Femenino Sub-18 de 2023, y Luxemburgo, como subcampeonas de la misma.
- Alemania
- Bélgica
- Croacia (1º)
- Eslovenia
- España
- Finlandia
- Francia
- Hungría
- Israel
- Italia
- Letonia
- Luxemburgo (2º)
- Polonia
- Portugal
- Serbia
- Turquía

## Organización

### Sedes
| Matosinhos                    | Matosinhos                       | Matosinhos |
| Pavilhão Municipal de Guifões | Centro de Desportos e Congressos | Matosinhos |
| Capacidad: 750                | Capacidad: 4 300                 | Matosinhos |
|                               |                                  | Matosinhos |

## Fase de grupos
Todos los horarios corresponden al huso horario local (GMT+1)

### Sistema de competencia
Fase de grupos
Los dieciséis (16) equipos participantes están divididos en cuatro (4) grupos (A, B, C, y D) compuestos por cuatro equipos cada uno de ellos. Cada equipo jugará contra el resto de equipos de su propio grupo (un total de 3 partidos para cada equipo).
Fase Final
Todos los equipos se clasifican para la ronda de octavos de final, en la cual se enfrentarán de forma cruzada entre los Grupos A, B, C y D (A1 - B4, A2 - B3, etc.). Los ganadores de octavos de final avanzan a la ronda de cuartos de final, mientras que los no clasificados pasarán a jugar los partidos de clasificación para las posiciones entre 9-16.

### Grupo A
|   | Equipo    | Pts | PG | PP | PF  | PC  | Dif |
| - | --------- | --- | -- | -- | --- | --- | --- |
| 1 | España    | 6   | 3  | 0  | 226 | 145 | 81  |
| 2 | Turquía   | 5   | 2  | 1  | 190 | 176 | 14  |
| 3 | Eslovenia | 4   | 1  | 2  | 152 | 195 | −43 |
| 4 | Letonia   | 3   | 0  | 3  | 149 | 201 | −52 |

| 3 de agosto | Letonia                                                         | 51–60                                 | Turquía                                         | Matosinhos |  |
| 18:00       | Parciales: 12-12, 12-19, 12-15, 15-14                           | Parciales: 12-12, 12-19, 12-15, 15-14 | Parciales: 12-12, 12-19, 12-15, 15-14           | |  |
|             | Estadísticas Petrus 14 Liepina 11 cuatro jugadoras 2 Liepina 17 | Reporte Pts Reb Asts Val              | Estadísticas 17 Vural 9 Guler 5 Barnes 18 Vural | Pabellón: Pavilhão Municipal de Guifões Asistencia: 75 espectadores Árbitros: Jelena Tomic Amalia Marchiş Nermin Hodzic |  |

| 3 de agosto | España                                            | 74–38                               | Eslovenia                                               | Matosinhos |  |
| 20:30       | Parciales: 23-8, 16-11, 19-8, 16-11               | Parciales: 23-8, 16-11, 19-8, 16-11 | Parciales: 23-8, 16-11, 19-8, 16-11                     | |  |
|             | Estadísticas Fam 15 Fam, Sotelo 8 Sotelo 4 Fam 20 | Reporte Pts Reb Asts Val            | Estadísticas 15 Uranker 8 Valancic 3 Jerkovic 8 Uranker | Pabellón: Pavilhão Municipal de Guifões Asistencia: 70 espectadores Árbitros: Branimir Galić Laure Coanus Vladimir Jevtovic |  |

| 4 de agosto | Turquía                                                | 63–73                                | España                                     | Matosinhos                                                                                     |  |
| 15:30       | Parciales: 15-33, 14-9, 19-17, 15-14                   | Parciales: 15-33, 14-9, 19-17, 15-14 | Parciales: 15-33, 14-9, 19-17, 15-14       |                                                                                                |  |
|             | Estadísticas Vural, Barnes 13 Guler 7 Guler 4 Guler 12 | Reporte Pts Reb Asts Val             | Estadísticas 18 Fam 17 Fam 7 Martín 30 Fam | Pabellón: Centro de Desportos e Congressos Árbitros: Geert Jacobs Henri Hilke Nemanja Vlahovic |  |

| 4 de agosto | Eslovenia                                                         | 62–54                                 | Letonia                                              | Matosinhos |  |
| 20:30       | Parciales: 15-18, 15-10, 18-12, 14-14                             | Parciales: 15-18, 15-10, 18-12, 14-14 | Parciales: 15-18, 15-10, 18-12, 14-14                | |  |
|             | Estadísticas Uranker 20 Turnsek 10 Jerkovic 4 Uranker, Turnsek 16 | Reporte Pts Reb Asts Val              | Estadísticas 11 Liepina 9 Liepina 5 Smite 15 Liepina | Pabellón: Centro de Desportos e Congressos Asistencia: 95 espectadores Árbitros: Zdenko Tomasovic Ewa Matuszewska Julien Malane |  |

| 5 de agosto | Eslovenia                                                     | 52–67                                | Turquía                                                        | Matosinhos |  |
| 15:30       | Parciales: 13-20, 10-14, 9-17, 20-16                          | Parciales: 13-20, 10-14, 9-17, 20-16 | Parciales: 13-20, 10-14, 9-17, 20-16                           | |  |
|             | Estadísticas Uranker 15 Turnsek 8 tres jugadoras 2 Grebenc 11 | Reporte Pts Reb Asts Val             | Estadísticas 12 Toremis, Vural 8 Yilik 6 Guler 16 Vural, Guler | Pabellón: Pavilhão Municipal de Guifões Asistencia: 37 espectadores Árbitros: Paulina Karolina Gajdosz Viktor Nagy Joana Pessoa |  |

| 5 de agosto | Letonia                                                              | 44–79                                | España                                                | Matosinhos |  |
| 20:30       | Parciales: 3-19, 11-20, 12-19, 18-21                                 | Parciales: 3-19, 11-20, 12-19, 18-21 | Parciales: 3-19, 11-20, 12-19, 18-21                  | |  |
|             | Estadísticas Liepina 12 Palma, Liepina 5 Otto, Brikmane 3 Liepina 13 | Reporte Pts Reb Asts Val             | Estadísticas 16 Rodríguez 9 Fam 5 Martín 20 Rodríguez | Pabellón: Pavilhão Municipal de Guifões Asistencia: 68 espectadores Árbitros: Silvia Marziali Veronika Vavrova Hendrik Laas |  |

### Grupo B
|   | Equipo     | Pts | PG | PP | PF  | PC  | Dif  |
| - | ---------- | --- | -- | -- | --- | --- | ---- |
| 1 | Francia    | 6   | 3  | 0  | 250 | 130 | 120  |
| 2 | Finlandia  | 5   | 2  | 1  | 233 | 235 | −2   |
| 3 | Israel     | 4   | 1  | 2  | 217 | 223 | −6   |
| 4 | Luxemburgo | 3   | 0  | 3  | 156 | 268 | −112 |

| 3 de agosto | Finlandia                                                   | 89–79                                 | Israel                                                | Matosinhos |  |
| 13:00       | Parciales: 28-23, 16-22, 19-14, 26-20                       | Parciales: 28-23, 16-22, 19-14, 26-20 | Parciales: 28-23, 16-22, 19-14, 26-20                 | |  |
|             | Estadísticas Onnela 21 Ogun 15 cuatro jugadoras 4 Onnela 26 | Reporte Pts Reb Asts Val              | Estadísticas 24 Raviv 9 Baico Zemmel 9 Raviv 26 Raviv | Pabellón: Pavilhão Municipal de Guifões Asistencia: 50 espectadores Árbitros: Cisil Güngör Nemanja Vlahovic Anna Belousova |  |

| 3 de agosto | Francia                                                 | 84–32                              | Luxemburgo                                                     | Matosinhos |  |
| 15:30       | Parciales: 25-8, 15-3, 19-13, 25-8                      | Parciales: 25-8, 15-3, 19-13, 25-8 | Parciales: 25-8, 15-3, 19-13, 25-8                             | |  |
|             | Estadísticas Cleante 17 Angloma 10 Kessler 7 Cleante 25 | Reporte Pts Reb Asts Val           | Estadísticas 14 Hamalainen 8 Etute 2 Blasen, Drui 5 Hamalainen | Pabellón: Pavilhão Municipal de Guifões Asistencia: 60 espectadores Árbitros: Zdenko Tomasovic Veronika Vavrova Matic Palcic |  |

| 3 de agosto | Luxemburgo                                      | 63–89                                 | Finlandia                                                | Matosinhos                                                                                    |  |
| 13:00       | Parciales: 11-17, 16-24, 15-28, 21-20           | Parciales: 11-17, 16-24, 15-28, 21-20 | Parciales: 11-17, 16-24, 15-28, 21-20                    |                                                                                               |  |
|             | Estadísticas Etute 15 Etute 13 Etute 4 Etute 22 | Reporte Pts Reb Asts Val              | Estadísticas 16 Onnela 9 Ogun 3 Nordberg, Mace 22 Onnela | Pabellón: Centro de Desportos e Congressos Árbitros: Silvia Marziali Viktor Nagy Hendrik Laas |  |

| 3 de agosto | Israel                                            | 43–73                               | Francia                                               | Matosinhos |  |
| 20:30       | Parciales: 19-17, 11-23, 4-20, 9-13               | Parciales: 19-17, 11-23, 4-20, 9-13 | Parciales: 19-17, 11-23, 4-20, 9-13                   | |  |
|             | Estadísticas Raviv 17 Teichman 8 Raviv 2 Raviv 12 | Reporte Pts Reb Asts Val            | Estadísticas 26 Angloma 10 Colas 4 Kessler 25 Angloma | Pabellón: Pavilhão Municipal de Guifões Asistencia: 48 espectadores Árbitros: Paulina Karolina Gajdosz Joana Pessoa Vladimir Jevtovic |  |

| 3 de agosto | Luxemburgo                                                   | 61–95                                 | Israel                                              | Matosinhos |  |
| 15:30       | Parciales: 12-28, 20-24, 14-24, 15-19                        | Parciales: 12-28, 20-24, 14-24, 15-19 | Parciales: 12-28, 20-24, 14-24, 15-19               | |  |
|             | Estadísticas Hamalainen 25 Etute 16 Dawid, Lepage 3 Etute 19 | Reporte Pts Reb Asts Val              | Estadísticas 22 Teichman 9 Raviv 7 Oren 24 Teichman | Pabellón: Centro de Desportos e Congressos Asistencia: 115 espectadores Árbitros: Jelena Tomic Cisil Güngör Branimir Galić |  |

| 3 de agosto | Finlandia                                             | 55–93                                | Francia                                                                        | Matosinhos |  |
| 18:00       | Parciales: 12-23, 18-24, 21-25, 4-21                  | Parciales: 12-23, 18-24, 21-25, 4-21 | Parciales: 12-23, 18-24, 21-25, 4-21                                           | |  |
|             | Estadísticas Onnela 14 Ogun 8 Talonen, Mace 3 Ogun 13 | Reporte Pts Reb Asts Val             | Estadísticas 24 Angloma 5 Keita-Cissoko, Angloma 3 Kessler, Angloma 28 Angloma | Pabellón: Centro de Desportos e Congressos Asistencia: 384 espectadores Árbitros: Özlem Yalman Joaquín García González Nermin Hodzic |  |

### Grupo C
|   | Equipo   | Pts | PG | PP | PF  | PC  | Dif |
| - | -------- | --- | -- | -- | --- | --- | --- |
| 1 | Portugal | 6   | 3  | 0  | 205 | 164 | 41  |
| 2 | Italia   | 5   | 2  | 1  | 191 | 181 | 10  |
| 3 | Alemania | 4   | 1  | 2  | 174 | 207 | −33 |
| 4 | Serbia   | 3   | 0  | 3  | 190 | 208 | −18 |

| 3 de agosto | Alemania                                                               | 72–64                                 | Serbia                                                 | Matosinhos |  |
| 18:00       | Parciales: 25-18, 20-15, 16-19, 11-12                                  | Parciales: 25-18, 20-15, 16-19, 11-12 | Parciales: 25-18, 20-15, 16-19, 11-12                  | |  |
|             | Estadísticas Englisch 17 Bielefeld 14 Perner, Bielefeld 4 Bielefeld 25 | Reporte Pts Reb Asts Val              | Estadísticas 18 Popovic 12 Brenjo 5 Popovic 21 Popovic | Pabellón: Centro de Desportos e Congressos Asistencia: 223 espectadores Árbitros: Geert JAcobs Joaquín García González Viktor Nagy |  |

| 3 de agosto | Italia                                                          | 49–68                               | Portugal                                                                   | Matosinhos |  |
| 20:30       | Parciales: 11-27, 27-17, 9-11, 2-13                             | Parciales: 11-27, 27-17, 9-11, 2-13 | Parciales: 11-27, 27-17, 9-11, 2-13                                        | |  |
|             | Estadísticas Giacchetti 17 Zuccon 11 tres jugadoras 1 Zuccon 18 | Reporte Pts Reb Asts Val            | Estadísticas 17 Clara Silva 10 Clara Silva 3 tres jugadoras 21 Clara Silva | Pabellón: Centro de Desportos e Congressos Asistencia: 1900 espectadores Árbitros: Paulina Karolina Gajdosz Sandra Sánchez González Ewa Matuszewska |  |

| 4 de agosto | Serbia                                                       | 66–68                                | Italia                                                          | Matosinhos |  |
| 15:30       | Parciales: 17-20, 22-27, 14-18, 13-3                         | Parciales: 17-20, 22-27, 14-18, 13-3 | Parciales: 17-20, 22-27, 14-18, 13-3                            | |  |
|             | Estadísticas Davorija 18 Predojevic 14 Vesic 4 Simoncevic 18 | Reporte Pts Reb Asts Val             | Estadísticas 24 Giacchetti 11 Zuccon 6 Giacchetti 32 Giacchetti | Pabellón: Pavilhão Municipal de Guifões Asistencia: 150 espectadores Árbitros: Jelena Tomic Amalia Marchiş Matic Palcic |  |

| 4 de agosto | Portugal                                                                        | 69–55                                 | Alemania                                                      | Matosinhos |  |
| 18:00       | Parciales: 17-11, 21-12, 16-15, 15-17                                           | Parciales: 17-11, 21-12, 16-15, 15-17 | Parciales: 17-11, 21-12, 16-15, 15-17                         | |  |
|             | Estadísticas Clara Silva 28 Fernandes, Clara Silva 7 Andorinho 4 Clara Silva 33 | Reporte Pts Reb Asts Val              | Estadísticas 16 Huppertz 5 Bielefeld 3 Perner, Emanga 15 Koch | Pabellón: Centro de Desportos e Congressos Asistencia: 2230 espectadores Árbitros: Özlem Yalman Branimir Galić Anna Belousova |  |

| 5 de agosto | Alemania                                                     | 47–74                              | Italia                                                           | Matosinhos |  |
| 13:00       | Parciales: 19-21, 8-19, 12-25, 8-9                           | Parciales: 19-21, 8-19, 12-25, 8-9 | Parciales: 19-21, 8-19, 12-25, 8-9                               | |  |
|             | Estadísticas Englisch 14 Englisch 10 Bielefeld 7 Englisch 17 | Reporte Pts Reb Asts Val           | Estadísticas 18 Torresani 11 Torresani 7 Giacchetti 31 Torresani | Pabellón: Pavilhão Municipal de Guifões Asistencia: 71 espectadores Árbitros: Sandra Sánchez González Henri Hilke Laure Coanus |  |

| 5 de agosto | Portugal                                                               | 68–60                                 | Serbia                                                  | Matosinhos |  |
| 20:30       | Parciales: 16-22, 18-14, 10-14, 24-10                                  | Parciales: 16-22, 18-14, 10-14, 24-10 | Parciales: 16-22, 18-14, 10-14, 24-10                   | |  |
|             | Estadísticas Clara Silva 16 Clara Silva 6 Clara Silva 6 Clara Silva 22 | Reporte Pts Reb Asts Val              | Estadísticas 15 Popovic 7 Davorija 3 Cosovic 13 Popovic | Pabellón: Centro de Desportos e Congressos Asistencia: 1763 espectadores Árbitros: Geert Jacobs Ewa Matuszewska Julien Malane |  |

### Grupo D
|    | Equipo  | Pts | PG | PP | PF  | PC  | Dif |
| -- | ------- | --- | -- | -- | --- | --- | --- |
| 1  | Polonia | 5   | 2  | 1  | 197 | 182 | 15  |
| 21 | Bélgica | 5   | 2  | 1  | 185 | 183 | 2   |
| 32 | Hungría | 4   | 1  | 2  | 167 | 163 | 4   |
| 42 | Croacia | 4   | 1  | 2  | 179 | 200 | −21 |

1 Desempate: Polonia 64 - 58 Bélgica
2 Desempate: Hungría 63 - 40 Croacia
| 3 de agosto | Polonia                                                      | 64–58                                | Bélgica                                                          | Matosinhos |  |
| 13:00       | Parciales: 18-10, 18-20, 9-13, 19-15                         | Parciales: 18-10, 18-20, 9-13, 19-15 | Parciales: 18-10, 18-20, 9-13, 19-15                             | |  |
|             | Estadísticas Wiklak 13 Wiklak 8 cuatro jugadoras 2 Wiklak 22 | Reporte Pts Reb Asts Val             | Estadísticas 13 Declercq 10 Bayart 2 cinco jugadoras 14 Declercq | Pabellón: Centro de Desportos e Congressos Asistencia: 49 espectadores Árbitros: Silvia Marziali Henri Hilke Julien Malane |  |

| 3 de agosto | Hungría                                                    | 63–40                               | Croacia                                        | Matosinhos |  |
| 15:30       | Parciales: 12-11, 19-6, 13-9, 19-14                        | Parciales: 12-11, 19-6, 13-9, 19-14 | Parciales: 12-11, 19-6, 13-9, 19-14            | |  |
|             | Estadísticas tres jugadoras 11 Farbas 10 Ratkai 6 Szucs 18 | Reporte Pts Reb Asts Val            | Estadísticas 13 Bilic 9 Bozan 3 Bilic 12 Bozan | Pabellón: Centro de Desportos e Congressos Asistencia: 130 espectadores Árbitros: Özlem Yalman Joana Pessoa Hendrik Laas |  |

| 4 de agosto | Croacia                                               | 75–70                                 | Polonia                                                       | Matosinhos |  |
| 13:00       | Parciales: 24-13, 20-16, 12-19, 19-22                 | Parciales: 24-13, 20-16, 12-19, 19-22 | Parciales: 24-13, 20-16, 12-19, 19-22                         | |  |
|             | Estadísticas Bilic 22 Bozan 12 Majstorovic 5 Bozan 23 | Reporte Pts Reb Asts Val              | Estadísticas 15 Rutkowska 11 Rutkowska 5 Wysocka 26 Rutkowska | Pabellón: Pavilhão Municipal de Guifões Asistencia: 65 espectadores Árbitros: Joaquín García González Cisil Güngör Nermin Hodzic |  |

| 4 de agosto | Bélgica                                                | 60–55                                | Hungría                                           | Matosinhos |  |
| 18:00       | Parciales: 11-10, 20-20, 13-20, 16-5                   | Parciales: 11-10, 20-20, 13-20, 16-5 | Parciales: 11-10, 20-20, 13-20, 16-5              | |  |
|             | Estadísticas Declercq 12 Dupont 8 Verburgt 4 Dupont 16 | Reporte Pts Reb Asts Val             | Estadísticas 14 Toman 7 Ratkai 6 Ratkai 15 Ratkai | Pabellón: Pavilhão Municipal de Guifões Asistencia: 57 espectadores Árbitros: Laure Coanus Sandra Sánchez González Veronika Vavrova |  |

| 5 de agosto | Croacia                                        | 64–67                                 | Bélgica                                                              | Matosinhos |  |
| 13:00       | Parciales: 18-21, 10-15, 20-21, 16-10          | Parciales: 18-21, 10-15, 20-21, 16-10 | Parciales: 18-21, 10-15, 20-21, 16-10                                | |  |
|             | Estadísticas Bozan 21 Bozan 9 Bilic 6 Bozan 20 | Reporte Pts Reb Asts Val              | Estadísticas 18 Verburgt 5 Dupont, Verburgt 4 Bevernage, 19 Verburgt | Pabellón: Centro de Desportos e Congressos Asistencia: 95 espectadores Árbitros: Amalia Marchiş Nemanja Blahovic Anna Belousova |  |

| 5 de agosto | Polonia                                                    | 63–49                                | Hungría                                                 | Matosinhos |  |
| 18:00       | Parciales: 11-14, 12-16, 22-7, 18-12                       | Parciales: 11-14, 12-16, 22-7, 18-12 | Parciales: 11-14, 12-16, 22-7, 18-12                    | |  |
|             | Estadísticas Rutkowska 17 Burliga 8 Wysocka 6 Rutkowska 18 | Reporte Pts Reb Asts Val             | Estadísticas 8 Kokai, Gabor 8 Farbas 6 Ratkai 14 Farbas | Pabellón: Pavilhão Municipal de Guifões Asistencia: 37 espectadores Árbitros: Zdenko Tomasovic Vladimir Jevtovic Matic Palcic |  |

## Cuadro final
Todos los horarios corresponden al huso horario local (GMT+1)
|  | Octavos de final | Octavos de final |          |           | Cuartos de final | Cuartos de final |  |        | Semifinales | Semifinales |        |              | Final        | Final        |  |
|  | 7 de agosto      | 7 de agosto      |          |           | 8 de agosto      | 8 de agosto      |  |        | 9 de agosto | 9 de agosto |        |              | 11 de agosto | 11 de agosto |  |
|  |                  |                  |          |           |                  |                  |  |        |             |             |        |              |              |              |  |
|  |                  |                  |          |           |                  |                  |  |        |             |             |        |              |              |              |  |
|  | España           | 91               |          |           |                  |                  |  |        |             |             |        |              |              |              |  |
|  | España           | 91               |          |           |                  |                  |  |        |             |             |        |              |              |              |  |
|  | Luxemburgo       | 52               |          |           |                  |                  |  |        |             |             |        |              |              |              |  |
|  | Luxemburgo       | 52               |          | España    | 95               |                  |  |        |             |             |        |              |              |              |  |
|  |                  |                  |          | España    | 95               |                  |  |        |             |             |        |              |              |              |  |
|  |                  |                  | Hungría  | 46        |                  |                  |  |        |             |             |        |              |              |              |  |
|  | Italia           | 66               | Hungría  | 46        |                  |                  |  |        |             |             |        |              |              |              |  |
|  | Italia           | 66               |          |           |                  |                  |  |        |             |             |        |              |              |              |  |
|  | Hungría          | 67               |          |           |                  |                  |  |        |             |             |        |              |              |              |  |
|  | Hungría          | 67               |          |           |                  |                  |  | España | 68          |             |        |              |              |              |  |
|  |                  |                  |          |           |                  |                  |  | España | 68          |             |        |              |              |              |  |
|  |                  |                  | Serbia   | 45        |                  |                  |  |        |             |             |        |              |              |              |  |
|  | Finlandia        | 69               | Serbia   | 45        |                  |                  |  |        |             |             |        |              |              |              |  |
|  | Finlandia        | 69               |          |           |                  |                  |  |        |             |             |        |              |              |              |  |
|  | Eslovenia        | 59               |          |           |                  |                  |  |        |             |             |        |              |              |              |  |
|  | Eslovenia        | 59               |          | Finlandia | 70               |                  |  |        |             |             |        |              |              |              |  |
|  |                  |                  |          | Finlandia | 70               |                  |  |        |             |             |        |              |              |              |  |
|  |                  |                  | Serbia   | 76        |                  |                  |  |        |             |             |        |              |              |              |  |
|  | Polonia          | 57               | Serbia   | 76        |                  |                  |  |        |             |             |        |              |              |              |  |
|  | Polonia          | 57               |          |           |                  |                  |  |        |             |             |        |              |              |              |  |
|  | Serbia           | 71               |          |           |                  |                  |  |        |             |             |        |              |              |              |  |
|  | Serbia           | 71               |          |           |                  |                  |  |        |             |             |        | España       | 70           |              |  |
|  |                  |                  |          |           |                  |                  |  |        |             |             |        | España       | 70           |              |  |
|  |                  |                  | Francia  | 80        |                  |                  |  |        |             |             |        |              |              |              |  |
|  | Turquía          | 71               | Francia  | 80        |                  |                  |  |        |             |             |        |              |              |              |  |
|  | Turquía          | 71               |          |           |                  |                  |  |        |             |             |        |              |              |              |  |
|  | Israel           | 80               |          |           |                  |                  |  |        |             |             |        |              |              |              |  |
|  | Israel           | 80               |          | Israel    | 68               |                  |  |        |             |             |        |              |              |              |  |
|  |                  |                  |          | Israel    | 68               |                  |  |        |             |             |        |              |              |              |  |
|  |                  |                  | Portugal | 64        |                  |                  |  |        |             |             |        |              |              |              |  |
|  | Portugal         | 63               | Portugal | 64        |                  |                  |  |        |             |             |        |              |              |              |  |
|  | Portugal         | 63               |          |           |                  |                  |  |        |             |             |        |              |              |              |  |
|  | Croacia          | 56               |          |           |                  |                  |  |        |             |             |        |              |              |              |  |
|  | Croacia          | 56               |          |           |                  |                  |  | Israel | 27          |             |        |              |              |              |  |
|  |                  |                  |          |           |                  |                  |  | Israel | 27          |             |        |              |              |              |  |
|  |                  |                  | Francia  | 95        |                  |                  |  |        |             |             |        |              |              |              |  |
|  | Francia          | 89               | Francia  | 95        |                  |                  |  |        |             |             |        |              |              |              |  |
|  | Francia          | 89               |          |           |                  |                  |  |        |             |             |        |              |              |              |  |
|  | Letonia          | 39               |          |           |                  |                  |  |        |             |             |        |              |              |              |  |
|  | Letonia          | 39               |          | Francia   | 87               |                  |  |        |             |             |        | Tercer lugar | Tercer lugar |              |  |
|  |                  |                  |          | Francia   | 87               |                  |  |        |             |             |        | Tercer lugar | Tercer lugar |              |  |
|  |                  |                  | Bélgica  | 48        |                  |                  |  |        |             |             |        |              |              |              |  |
|  | Bélgica          | 69               | Bélgica  | 48        |                  |                  |  |        |             |             | Serbia | 72           |              |              |  |
|  | Bélgica          | 69               |          |           |                  |                  |  |        |             |             | Serbia | 72           |              |              |  |
|  | Alemania         | 64               |          |           |                  |                  |  |        |             |             |        |              | Israel       | 56           |  |
|  | Alemania         | 64               |          |           |                  |                  |  |        |             |             |        |              | Israel       | 56           |  |
|  |                  |                  |          |           |                  |                  |  |        |             |             |        |              |              |              |  |

### Octavos de final
| 7 de agosto | España                                                | 91–52                                | Luxemburgo                                                     | Matosinhos |  |
| 13:00       | Parciales: 23-18, 16-10, 26-6, 26-18                  | Parciales: 23-18, 16-10, 26-6, 26-18 | Parciales: 23-18, 16-10, 26-6, 26-18                           | |  |
|             | Estadísticas Sotelo 20 Rodríguez 9 García 6 Sotelo 27 | Reporte Pts Reb Asts Val             | Estadísticas 19 Hamalainen 11 Etute 3 Hamalainen 21 Hamalainen | Pabellón: Centro de Desportos e Congressos Asistencia: 95 espectadores Árbitros: Henri Hilke Nermin Hodzic Matic Palcic |  |

| 7 de agosto | Finlandia                                             | 69–59                                 | Eslovenia                                                | Matosinhos |  |
| 13:00       | Parciales: 10-15, 27-14, 13-16, 19-14                 | Parciales: 10-15, 27-14, 13-16, 19-14 | Parciales: 10-15, 27-14, 13-16, 19-14                    | |  |
|             | Estadísticas Mace 18 Ogun 12 Talonen 4 Patrikainen 19 | Reporte Pts Reb Asts Val              | Estadísticas 20 Uranker 11 Turnsek 5 Valancic 28 Turnsek | Pabellón: Pavilhão Municipal de Guifões Asistencia: 67 espectadores Árbitros: Jelena Tomic Veronika Vavrova Julien Malane |  |

| 7 de agosto | Italia                                                        | 66–67                                 | Hungría                                               | Matosinhos |  |
| 15:30       | Parciales: 18-20, 12-11, 21-20, 15-16                         | Parciales: 18-20, 12-11, 21-20, 15-16 | Parciales: 18-20, 12-11, 21-20, 15-16                 | |  |
|             | Estadísticas Trozzola 15 Leghissa 8 Giacchetti 7 Franchini 19 | Reporte Pts Reb Asts Val              | Estadísticas 18 D. Toman 7 Kokai 9 Ratkai 22 D. Toman | Pabellón: Centro de Desportos e Congressos Asistencia: 85 espectadores Árbitros: Branimir Galić Paulina Karolina Gajdosz Anna Belousova |  |

| 7 de agosto | Polonia                                                                          | 57–71                                | Serbia                                                | Matosinhos |  |
| 15:30       | Parciales: 12-17, 9-15, 19-21, 17-18                                             | Parciales: 12-17, 9-15, 19-21, 17-18 | Parciales: 12-17, 9-15, 19-21, 17-18                  | |  |
|             | Estadísticas Rutkowska 19 Rutkowska, Brzustowksa 6 tres jugadoras 3 Rutkowska 19 | Reporte Pts Reb Asts Val             | Estadísticas 18 Popovic 8 Brenjo 7 Popovic 27 Popovic | Pabellón: Pavilhão Municipal de Guifões Asistencia: 68 espectadores Árbitros: Özlem Yalman Silvia Marziali Hendrik Laas |  |

| 7 de agosto | Turquía                                                    | 71–80                                 | Israel                                               | Matosinhos |  |
| 18:00       | Parciales: 19-30, 16-20, 17-14, 19-16                      | Parciales: 19-30, 16-20, 17-14, 19-16 | Parciales: 19-30, 16-20, 17-14, 19-16                | |  |
|             | Estadísticas Guler 21 Yeniculha 13 Ulker 7 Ulker, Guler 17 | Reporte Pts Reb Asts Val              | Estadísticas 23 Raviv 12 Oren 6 Raviv 22 Oren, Raviv | Pabellón: Centro de Desportos e Congressos Asistencia: 150 espectadores Árbitros: Geert Jacobs Joaquín García González Vladimir Jevtovic |  |

| 7 de agosto | Francia                                                 | 89–39                               | Letonia                                                 | Matosinhos |  |
| 18:00       | Parciales: 29-2, 17-15, 22-6, 21-16                     | Parciales: 29-2, 17-15, 22-6, 21-16 | Parciales: 29-2, 17-15, 22-6, 21-16                     | |  |
|             | Estadísticas Cisse 18 Cisse 6 Selle, Angloma 5 Cisse 22 | Reporte Pts Reb Asts Val            | Estadísticas 12 Brence 8 Liepina 3 Petrus 11 Stelmahere | Pabellón: Pavilhão Municipal de Guifões Asistencia: 56 espectadores Árbitros: Ewa Matuszewska Sandra Sánchez González Nemanja Vlahovic |  |

| 7 de agosto | Portugal                                                           | 63–56                                | Croacia                                        | Matosinhos |  |
| 20:30       | Parciales: 13-19, 21-16, 18-8, 11-13                               | Parciales: 13-19, 21-16, 18-8, 11-13 | Parciales: 13-19, 21-16, 18-8, 11-13           | |  |
|             | Estadísticas Clara Silva 20 Clara Silva 11 Freire 6 Clara Silva 24 | Reporte Pts Reb Asts Val             | Estadísticas 19 Bozan 8 Bozan 5 Bilic 18 Bozan | Pabellón: Centro de Desportos e Congressos Asistencia: 2500 espectadores Árbitros: Zdenko Tomasovic Viktor Nagy Laure Coanus |  |

| 7 de agosto | Bélgica                                                           | 69–64                                 | Alemania                                                  | Matosinhos |  |
| 20:30       | Parciales: 20-14, 14-15, 14-19, 21-16                             | Parciales: 20-14, 14-15, 14-19, 21-16 | Parciales: 20-14, 14-15, 14-19, 21-16                     | |  |
|             | Estadísticas Verburgt 18 Verburgt 11 tres jugadoras 3 Verburgt 26 | Reporte Pts Reb Asts Val              | Estadísticas 18 Perner 10 Bielefeld 4 Bielefeld 12 Perner | Pabellón: Pavilhão Municipal de Guifões Asistencia: 51 espectadores Árbitros: Cisil Güngör Amalia Marchis Joana Pessoa |  |

### Cuadro por el 9º-16º lugar
|  | Partido 13.eɾ lugar | Partido 13.eɾ lugar |             |            | Semifinales 13º-16º | Semifinales 13º-16º |              |              | Cuartos de final 9º-16º | Cuartos de final 9º-16º |         |        | Semifinales 9º-12º | Semifinales 9º-12º |  |  | Partido 9º lugar | Partido 9º lugar |
|  |                     |                     |             |            |                     |                     |              |              |                         |                         |         |        |                    |                    |  |  |                  |                  |
|  |                     |                     |             |            |                     |                     |              |              | 8 de agosto             |                         |         |        |                    |                    |  |  |                  |                  |
|  |                     |                     |             |            |                     |                     |              |              |                         |                         |         |        |                    |                    |  |  |                  |                  |
|  | 11 de agosto        | 11 de agosto        |             |            | 10 de agosto        | 10 de agosto        |              |              | Luxemburgo              | 53                      |         |        | 10 de agosto       | 10 de agosto       |  |  | 11 de agosto     | 11 de agosto     |
|  | 11 de agosto        | 11 de agosto        |             |            | 10 de agosto        | 10 de agosto        |              |              | Luxemburgo              | 53                      |         |        | 10 de agosto       | 10 de agosto       |  |  | 11 de agosto     | 11 de agosto     |
|  | 11 de agosto        | 11 de agosto        |             |            | 10 de agosto        | 10 de agosto        | Italia       | 77           |                         |                         |         |        | 10 de agosto       | 10 de agosto       |  |  | 11 de agosto     | 11 de agosto     |
|  | 11 de agosto        | 11 de agosto        |             | Luxemburgo | 58                  |                     | Italia       | 77           |                         |                         |         | Italia | 72                 |                    |  |  | 11 de agosto     | 11 de agosto     |
|  | 11 de agosto        | 11 de agosto        | 8 de agosto | Luxemburgo | 58                  |                     |              |              |                         |                         |         | Italia | 72                 |                    |  |  | 11 de agosto     | 11 de agosto     |
|  | 11 de agosto        | 11 de agosto        |             |            | Eslovenia           | 91                  |              |              | Polonia                 | 52                      |         |        |                    |                    |  |  | 11 de agosto     | 11 de agosto     |
|  | 11 de agosto        | 11 de agosto        | Eslovenia   | 57         | Eslovenia           | 91                  |              |              | Polonia                 | 52                      |         |        |                    |                    |  |  | 11 de agosto     | 11 de agosto     |
|  | 11 de agosto        | 11 de agosto        | Eslovenia   | 57         |                     |                     |              |              |                         |                         |         |        |                    |                    |  |  | 11 de agosto     | 11 de agosto     |
|  | 11 de agosto        | 11 de agosto        |             |            | Polonia             | 66                  |              |              |                         |                         |         |        |                    |                    |  |  | 11 de agosto     | 11 de agosto     |
|  | Eslovenia           | 57                  |             |            | Polonia             | 66                  | Italia       | 75           |                         |                         |         |        |                    |                    |  |  |                  |                  |
|  | Eslovenia           | 57                  | 8 de agosto |            |                     |                     | Italia       | 75           |                         |                         |         |        |                    |                    |  |  |                  |                  |
|  | Croacia             | 56                  |             |            | Letonia             | 60                  |              |              |                         |                         |         |        |                    |                    |  |  |                  |                  |
|  | Croacia             | 56                  | Turquía     | 82         | Letonia             | 60                  |              |              |                         |                         |         |        |                    |                    |  |  |                  |                  |
|  |                     |                     | Turquía     | 82         | 10 de agosto        | 10 de agosto        | 10 de agosto | 10 de agosto |                         |                         |         |        |                    |                    |  |  |                  |                  |
|  |                     |                     | Croacia     | 73         | 10 de agosto        | 10 de agosto        | 10 de agosto | 10 de agosto |                         |                         |         |        |                    |                    |  |  |                  |                  |
|  | Partido 15º lugar   | Partido 15º lugar   | Croacia     | 73         | Croacia             | 82                  |              |              |                         |                         | Turquía | 64     | Partido 11º lugar  | Partido 11º lugar  |  |  |                  |                  |
|  | Partido 15º lugar   | Partido 15º lugar   | 8 de agosto |            | Croacia             | 82                  |              |              |                         |                         | Turquía | 64     | Partido 11º lugar  | Partido 11º lugar  |  |  |                  |                  |
|  | 11 de agosto        | 11 de agosto        |             |            | Alemania            | 77                  |              |              | Letonia                 | 76                      |         |        | 11 de agosto       | 11 de agosto       |  |  |                  |                  |
|  | Luxemburgo          | 58                  | Letonia     | 81         | Alemania            | 77                  | Polonia      | 74           | Letonia                 | 76                      |         |        |                    |                    |  |  |                  |                  |
|  | Luxemburgo          | 58                  | Letonia     | 81         |                     |                     | Polonia      | 74           |                         |                         |         |        |                    |                    |  |  |                  |                  |
|  | Alemania            | 76                  |             |            | Alemania            | 73                  |              |              | Turquía                 | 69                      |         |        |                    |                    |  |  |                  |                  |

#### Cuartos de final del 9º–16º lugar
| 8 de agosto | Luxemburgo                                                      | 53–77                                | Italia                                                  | Matosinhos |  |
| 13:00       | Parciales: 13-18, 15-23, 17-13, 8-23                            | Parciales: 13-18, 15-23, 17-13, 8-23 | Parciales: 13-18, 15-23, 17-13, 8-23                    | |  |
|             | Estadísticas Etute 24 Etute 15 cuatro jugadoras 2 Hamalainen 21 | Reporte Pts Reb Asts Val             | Estadísticas 19 Zuccon 19 Zuccon 7 Giacchetti 30 Zuccon | Pabellón: Pavilhão Municipal de Guifões Asistencia: 28 espectadores Árbitros: Jelena Tomic Joaquín García González Vladimir Jevtovic |  |

| 8 de agosto | Eslovenia                                                      | 57–66                               | Polonia                                                       | Matosinhos |  |
| 15:30       | Parciales: 22-7, 14-20, 13-21, 8-18                            | Parciales: 22-7, 14-20, 13-21, 8-18 | Parciales: 22-7, 14-20, 13-21, 8-18                           | |  |
|             | Estadísticas Turnsek 19 Grebenc 8 Jelenc, Grebenc 4 Turnsek 24 | Reporte Pts Reb Asts Val            | Estadísticas 17 Rutkowska 10 Rutkowska 5 Koryzna 20 Rutkowska | Pabellón: Pavilhão Municipal de Guifões Asistencia: 23 espectadores Árbitros: Branimir Galić Joana Pessoa Anna Belousova |  |

| 8 de agosto | Letonia                                               | 82–73                                | Alemania                                                 | Matosinhos |  |
| 18:00       | Parciales: 20-25, 25-22, 17-4, 20-22                  | Parciales: 20-25, 25-22, 17-4, 20-22 | Parciales: 20-25, 25-22, 17-4, 20-22                     | |  |
|             | Estadísticas Liepina 23 Liepina 16 Smite 9 Liepina 37 | Reporte Pts Reb Asts Val             | Estadísticas 22 Esser 13 Bielefeld 6 Perner 21 Bielefeld | Pabellón: Pavilhão Municipal de Guifões Asistencia: 85 espectadores Árbitros: Henri Hilke Veronika Vavrova Julien Malane |  |

| 8 de agosto | Turquía                                                 | 81–73                                 | Croacia                                          | Matosinhos |  |
| 20:30       | Parciales: 20-21, 21-19, 21-17, 19-16                   | Parciales: 20-21, 21-19, 21-17, 19-16 | Parciales: 20-21, 21-19, 21-17, 19-16            | |  |
|             | Estadísticas Barnes 19 Yeniculha 7 Vural 6 Yeniculha 20 | Reporte Pts Reb Asts Val              | Estadísticas 25 Bozan 17 Bozan 12 Bilic 31 Bozan | Pabellón: Pavilhão Municipal de Guifões Asistencia: 45 espectadores Árbitros: Silvia Marziali Sandra Sánchez González Matic Palcic |  |

#### Semifinales del 13º–16º lugar
| 10 de agosto | Luxemburgo                                           | 58–91                                | Eslovenia                                                                     | Matosinhos |  |
| 13:00        | Parciales: 20-24, 20-25, 5-23, 13-19                 | Parciales: 20-24, 20-25, 5-23, 13-19 | Parciales: 20-24, 20-25, 5-23, 13-19                                          | |  |
|              | Estadísticas Hamalainen 25 Etute 11 Etute 5 Etute 22 | Reporte Pts Reb Asts Val             | Estadísticas 17 Uranker 6 tres jugadoras 3 tres jugadoras 21 Uranker, Turnsek | Pabellón: Pavilhão Municipal de Guifões Asistencia: 29 espectadores Árbitros: Sandra Sánchez González Henri Hilke Amalia Marchiş |  |

| 10 de agosto | Croacia                                                 | 82–77                                 | Alemania                                                   | Matosinhos |  |
| 15:30        | Parciales: 17-14, 11-24, 24-19, 30-20                   | Parciales: 17-14, 11-24, 24-19, 30-20 | Parciales: 17-14, 11-24, 24-19, 30-20                      | |  |
|              | Estadísticas Pirjak, Vukic 22 Vukic 8 Vukic 5 Pirjak 25 | Reporte Pts Reb Asts Val              | Estadísticas 20 Esser 13 Englisch 7 Bielefeld 20 Bielefeld | Pabellón: Pavilhão Municipal de Guifões Asistencia: 70 espectadores Árbitros: Geert Jacobs Nemanja Vlahovic Anna Belousova |  |

#### Semifinales del 9º–12º lugar
| 10 de agosto | Italia                                                              | 72–52                                 | Polonia                                                        | Matosinhos |  |
| 18:00        | Parciales: 24-11, 14-14, 22-11, 12-16                               | Parciales: 24-11, 14-14, 22-11, 12-16 | Parciales: 24-11, 14-14, 22-11, 12-16                          | |  |
|              | Estadísticas Trozzola 18 Zuccon, Leghissaa 9 Giacchetti 4 Zuccon 19 | Reporte Pts Reb Asts Val              | Estadísticas 12 Rutkowska 10 Rutkowska 3 Glowczak 16 Rutkowska | Pabellón: Pavilhão Municipal de Guifões Asistencia: 56 espectadores Árbitros: Veronika Vavrova Julien Malane Matic Palcic |  |

| 10 de agosto | Turquía                                       | 64–76                                 | Letonia                                                          | Matosinhos |  |
| 20:30        | Parciales: 20-16, 11-26, 16-22, 17-12         | Parciales: 20-16, 11-26, 16-22, 17-12 | Parciales: 20-16, 11-26, 16-22, 17-12                            | |  |
|              | Estadísticas Ulker 25 Atli 5 Ulker 4 Ulker 19 | Reporte Pts Reb Asts Val              | Estadísticas 18 Liepina 8 Otto, Liepina 4 Smite, Otto 24 Liepina | Pabellón: Pavilhão Municipal de Guifões Asistencia: 15 espectadores Árbitros: Laure Coanus Joana Pessoa Hendrik Laas |  |

#### Partido por el 15º lugar
| 11 de agosto | Luxemburgo                                      | 58–76                               | Alemania                                                         | Matosinhos |  |
| 10:30        | Parciales: 8-22, 24-15, 7-21, 19-18             | Parciales: 8-22, 24-15, 7-21, 19-18 | Parciales: 8-22, 24-15, 7-21, 19-18                              | |  |
|              | Estadísticas Etute 26 Etute 20 Dawid 4 Etute 30 | Reporte Pts Reb Asts Val            | Estadísticas 14 Drantmann 10 Bielefeld 10 Bielefeld 23 Bielefeld | Pabellón: Pavilhão Municipal de Guifões Asistencia: 45 espectadores Árbitros: Hendrik Laas Anna Belousova Matic Palcic |  |

#### Partido por el 13º lugar
| 11 de agosto | Eslovenia                                               | 57–56                                 | Croacia                                         | Matosinhos |  |
| 12:30        | Parciales: 15-11, 20-10, 12-21, 10-14                   | Parciales: 15-11, 20-10, 12-21, 10-14 | Parciales: 15-11, 20-10, 12-21, 10-14           | |  |
|              | Estadísticas Turnsek 16 Turnsek 11 Grebenc 7 Turnsek 21 | Reporte Pts Reb Asts Val              | Estadísticas 21 Bilic 10 Bilic 5 Bilic 27 Bilic | Pabellón: Centro de Desportos e Congressos Asistencia: 55 espectadores Árbitros: Sandra Sánchez González Viktor Nagy Veronika Vavrova |  |

#### Partido por el 11.º lugar
| 11 de agosto | Polonia                                                                 | 74–69                                 | Turquía                                          | Matosinhos |  |
| 13:00        | Parciales: 20-17, 21-24, 17-17, 16-11                                   | Parciales: 20-17, 21-24, 17-17, 16-11 | Parciales: 20-17, 21-24, 17-17, 16-11            | |  |
|              | Estadísticas Brzustowska 17 Rutkowska 14 Kloska, Wysocka 3 Rutkowska 18 | Reporte Pts Reb Asts Val              | Estadísticas 14 Guler 8 Yilik 3 Toremis 13 Guler | Pabellón: Pavilhão Municipal de Guifões Asistencia: 40 espectadores Árbitros: Silvia Marziali Amalia Marchiş Henri Hilke |  |

#### Partido por el 9º lugar
| 11 de agosto | Italia                                                              | 75–60                                | Letonia                                                | Matosinhos |  |
| 15:30        | Parciales: 28-18, 21-15, 7-15, 19-12                                | Parciales: 28-18, 21-15, 7-15, 19-12 | Parciales: 28-18, 21-15, 7-15, 19-12                   | |  |
|              | Estadísticas Trozzola 27 Piatti 6 Giachetti, Trozzola 5 Trozzola 31 | Reporte Pts Reb Asts Val             | Estadísticas 14 Brence 12 Liepina 4 Liepina 20 Liepina | Pabellón: Pavilhão Municipal de Guifões Asistencia: 22 espectadores Árbitros: Jelena Tomic Vladimir Jevtovic Julien Malane |  |

### Cuadro por el 5º-8º lugar
|  | Semifinales 5º-8º | Semifinales 5º-8º |          |         | Partido 5º lugar | Partido 5º lugar |  |
|  | 10 de agosto      | 10 de agosto      |          |         | 11 de agosto     | 11 de agosto     |  |
|  |                   |                   |          |         |                  |                  |  |
|  |                   |                   |          |         |                  |                  |  |
|  | Hungría           | 73                |          |         |                  |                  |  |
|  | Hungría           | 73                |          |         |                  |                  |  |
|  | Finlandia         | 55                |          |         |                  |                  |  |
|  | Finlandia         | 55                |          | Hungría | 63               |                  |  |
|  |                   |                   |          | Hungría | 63               |                  |  |
|  |                   |                   | Portugal | 69      |                  |                  |  |
|  | Portugal          | 77                | Portugal | 69      |                  |                  |  |
|  | Portugal          | 77                |          |         |                  |                  |  |
|  | Bélgica           | 61                |          |         | Partido 7º lugar | Partido 7º lugar |  |
|  | Bélgica           | 61                |          |         | Partido 7º lugar | Partido 7º lugar |  |
|  |                   |                   |          |         |                  |                  |  |
|  |                   |                   |          |         | Finlandia        | 53               |  |
|  |                   |                   |          |         | Finlandia        | 53               |  |
|  |                   |                   |          |         | Bélgica          | 68               |  |
|  |                   |                   |          |         | Bélgica          | 68               |  |
|  |                   |                   |          |         |                  |                  |  |

#### Semifinales del 5º–8º lugar
| 10 de agosto | Hungría                                                   | 73–55                                | Finlandia                                              | Matosinhos |  |
| 13:00        | Parciales: 14-5, 16-15, 24-17, 19-18                      | Parciales: 14-5, 16-15, 24-17, 19-18 | Parciales: 14-5, 16-15, 24-17, 19-18                   | |  |
|              | Estadísticas Ratkai 17 Farbas 10 Kokai, Toman 4 Janzso 21 | Reporte Pts Reb Asts Val             | Estadísticas 13 Onnela 8 Onnela 5 Talonen 13 Rokolampi | Pabellón: Centro de Desportos e Congressos Asistencia: 34 espectadores Árbitros: Özlem Yalman Silvia Marziali Vladimir Jevtovic |  |

| 10 de agosto | Portugal                                                                  | 77–61                                 | Bélgica                                                       | Matosinhos |  |
| 15:30        | Parciales: 15-10, 24-21, 22-16, 16-14                                     | Parciales: 15-10, 24-21, 22-16, 16-14 | Parciales: 15-10, 24-21, 22-16, 16-14                         | |  |
|              | Estadísticas Clara Silva 19 Carolina Silva 6 Clara Silva 6 Clara Silva 27 | Reporte Pts Reb Asts Val              | Estadísticas 18 Bevernage 10 Verburgt 3 Declercq 13 Bevernage | Pabellón: Centro de Desportos e Congressos Asistencia: 1245 espectadores Árbitros: Branimir Galić Joaquín García González Paulina Karolina Gajdosz |  |

#### Partido por el 7º lugar
| 11 de agosto | Finlandia                                                  | 53–68                                | Bélgica                                                | Matosinhos |  |
| 18:00        | Parciales: 18-21, 13-17, 16-14, 6-16                       | Parciales: 18-21, 13-17, 16-14, 6-16 | Parciales: 18-21, 13-17, 16-14, 6-16                   | |  |
|              | Estadísticas Onnela 12 Jokela 9 Jokela, Mace 2 Nelskyla 12 | Reporte Pts Reb Asts Val             | Estadísticas 22 Bayart 13 Bayart 8 Bevernage 28 Bayart | Pabellón: Pavilhão Municipal de Guifões Asistencia: 44 espectadores Árbitros: Joana Pessoa Laure Coanus Nemanja Vlahovic |  |

#### Partido por el 5º lugar
| 11 de agosto | Hungría                                                    | 63–69                                 | Portugal                                                  | Matosinhos |  |
| 15:00        | Parciales: 18-17, 24-17, 10-15, 11-20                      | Parciales: 18-17, 24-17, 10-15, 11-20 | Parciales: 18-17, 24-17, 10-15, 11-20                     | |  |
|              | Estadísticas Ratkai 12 Farbas 13 Toman, Farbas 5 Farbas 16 | Reporte Pts Reb Asts Val              | Estadísticas 22 Karim 7 Carolina Silva 4 Nazario 20 Karim | Pabellón: Centro de Desportos e Congressos Asistencia: 2445 espectadores Árbitros: Zdenko Tomasovic Cisil Güngör Nermin Hodzic |  |

### Fase final

#### Cuartos de final
| 8 de agosto | España                                     | 95–46                                | Hungría                                                                | Matosinhos |  |
| 13:00       | Parciales: 24-11, 28-11, 18-9, 25-15       | Parciales: 24-11, 28-11, 18-9, 25-15 | Parciales: 24-11, 28-11, 18-9, 25-15                                   | |  |
|             | Estadísticas Fam 22 Fam 13 Marrín 6 Fam 33 | Reporte Pts Reb Asts Val             | Estadísticas 10 Josepovits 11 Josepovits 3 Gabor, Ratkai 15 Josepovits | Pabellón: Centro de Desportos e Congressos Asistencia: 130 espectadores Árbitros: Geert Jacobs Cisil Güngör Laure Coanus |  |

| 8 de agosto | Finlandia                                           | 70–76                                 | Serbia                                                   | Matosinhos |  |
| 17:30       | Parciales: 22-17, 21-22, 13-17, 14-20               | Parciales: 22-17, 21-22, 13-17, 14-20 | Parciales: 22-17, 21-22, 13-17, 14-20                    | |  |
|             | Estadísticas Talonen 20 Onnela 7 Onnela 4 Onnela 22 | Reporte Pts Reb Asts Val              | Estadísticas 17 Davorija 10 Brenjo 4 Popovic 16 Davorija | Pabellón: Centro de Desportos e Congressos Asistencia: 50 espectadores Árbitros: Ewa Matuszewska Paulina Karolina Gajdosz Nermin Hodzic |  |

| 8 de agosto | Francia                                                      | 87–48                                | Bélgica                                                        | Matosinhos |  |
| 18:00       | Parciales: 26-11, 22-9, 25-15, 14-13                         | Parciales: 26-11, 22-9, 25-15, 14-13 | Parciales: 26-11, 22-9, 25-15, 14-13                           | |  |
|             | Estadísticas Cleante 18 Selle 8 Tagayi, Cleante 5 Cleante 22 | Reporte Pts Reb Asts Val             | Estadísticas tres jugadoras 8 6 Cop tres jugadoras 2 11 Bayart | Pabellón: Centro de Desportos e Congressos Asistencia: 214 espectadores Árbitros: Zdenko Tomasovic Viktor Nagy Hendrik Laas |  |

| 8 de agosto | Israel                                        | 68–64                                 | Portugal                                                                    | Matosinhos |  |
| 20:30       | Parciales: 12-17, 21-16, 17-19, 18-12         | Parciales: 12-17, 21-16, 17-19, 18-12 | Parciales: 12-17, 21-16, 17-19, 18-12                                       | |  |
|             | Estadísticas Raviv 20 Oren 10 Raviv 7 Oren 20 | Reporte Pts Reb Asts Val              | Estadísticas 20 Peixinho 10 Clara Silva 4 Peixinho, Clara Silva 26 Peixinho | Pabellón: Centro de Desportos e Congressos Asistencia: 2300 espectadores Árbitros: Özlem Yalman Nemanja Vlahovic Amalia Marchis |  |

#### Semifinales
| 10 de agosto | España                                     | 68–45                                | Serbia                                               | Matosinhos |  |
| 18:00        | Parciales: 20-10, 23-13, 9-12, 16-10       | Parciales: 20-10, 23-13, 9-12, 16-10 | Parciales: 20-10, 23-13, 9-12, 16-10                 | |  |
|              | Estadísticas Fam 21 Fam 15 García 8 Fam 33 | Reporte Pts Reb Asts Val             | Estadísticas 13 Aleksic 6 Brenjo 3 Popovic 9 Aleksic | Pabellón: Centro de Desportos e Congressos Asistencia: 255 espectadores Árbitros: Zdenko Tomasovic Cisil Güngör Viktor Nagy |  |

| 10 de agosto | Israel                                                           | 27–95                              | Francia                                                        | Matosinhos |  |
| 20:30        | Parciales: 15-24, 7-22, 2-20, 3-29                               | Parciales: 15-24, 7-22, 2-20, 3-29 | Parciales: 15-24, 7-22, 2-20, 3-29                             | |  |
|              | Estadísticas Oren 8 Teichman, Oren 4 Teichman, Raviv 1 Sharvit 4 | Reporte Pts Reb Asts Val           | Estadísticas 16 Kessler, Angloma 12 Angloma 6 Colas 22 Kessler | Pabellón: Centro de Desportos e Congressos Asistencia: 125 espectadores Árbitros: Jelena Tomic Ewa Matuszewska Nermin Hodzic |  |

#### Partido por la medalla de bronce
| 11 de agosto | Serbia                                                           | 72–56                                 | Israel                                                   | Matosinhos |  |
| 17:30        | Parciales: 11-17, 17-11, 22-13, 22-15                            | Parciales: 11-17, 17-11, 22-13, 22-15 | Parciales: 11-17, 17-11, 22-13, 22-15                    | |  |
|              | Estadísticas Popovic 28 Davorija, Popovic 7 Popovic 6 Popovic 40 | Reporte Pts Reb Asts Val              | Estadísticas 16 Raviv 7 Zemmel 3 Teichman, Oren 16 Raviv | Pabellón: Centro de Desportos e Congressos Asistencia: 200 espectadores Árbitros: Özlem Yalman Joaquín García González Paulina Karolina Gajdosz |  |

#### Final
| 11 de agosto | España                                                       | 70–80                                 | Francia                                                     | Matosinhos |  |
| 20:00        | Parciales: 16-12, 12-20, 18-30, 24-18                        | Parciales: 16-12, 12-20, 18-30, 24-18 | Parciales: 16-12, 12-20, 18-30, 24-18                       | |  |
|              | Estadísticas Martín 24 Fam 7 Martín, García 4 Martín, Fam 22 | Reporte Pts Reb Asts Val              | Estadísticas 22 Cisse 10 Keboum Biamou 7 Cleante 20 Angloma | Pabellón: Centro de Desportos e Congressos Asistencia: 2150 espectadores Árbitros: Geert Jacobs Ewa Matuszewska Branimir Galić |  |

| Bandera de Francia         |
| Campeón Francia 3.° título |

| Francia | España | Serbia |

## Clasificación final
– Clasifican al Mundial 2025.
     – Descienden a la División B.
| Pos.              | Equipo     | Balance |
| ----------------- | ---------- | ------- |
| Medalla de oro    | Francia    | 7 - 0   |
| Medalla de plata  | España     | 6 - 1   |
| Medalla de bronce | Serbia     | 3 - 4   |
| 4º                | Israel     | 3 - 4   |
| 5º                | Portugal   | 6 - 1   |
| 6º                | Hungría    | 3 - 4   |
| 7º                | Bélgica    | 4 - 3   |
| 8º                | Finlandia  | 3 - 4   |
| 9º                | Italia     | 5 - 2   |
| 10º               | Letonia    | 2 - 5   |
| 11º               | Polonia    | 4 - 3   |
| 12º               | Turquía    | 3 - 4   |
| 13º               | Eslovenia  | 3 - 4   |
| 14º               | Croacia    | 2 - 5   |
| 15º               | Alemania   | 2 - 5   |
| 16º               | Luxemburgo | 0 - 7   |

### Clasificados alMundial Sub-19 de 2025
| Bandera de Francia | Bandera de España | Bandera de Serbia | Bandera de Israel | Bandera de Portugal |
| Francia            | España            | Serbia            | Israel            | Portugal            |
| ------------------ | ----------------- | ----------------- | ----------------- | ------------------- |

## Premios y estadísticas

### Premios
Mejor jugadora del campeonato —MVP—: Nell Angloma ( Francia) 
| Posición | Nombre         | País     |
| -------- | -------------- | -------- |
| Escolta  | Nell Angloma   | Francia  |
| Pivot    | Awa Fam        | España   |
| Base     | Gal Raviv      | Israel   |
| Pivot    | Clara Silva    | Portugal |
| Base     | Jovana Popovic | Serbia   |

### Estadísticas

#### Individuales[3]
| Posición | Jugador         | Promedio |
| -------- | --------------- | -------- |
| 1.       | Joyce Isi Etute | 18.7     |
| 1.       | Clara Silva     | 18.7     |
| 3.       | Isa Hamalainen  | 18.0     |
| 4.       | Gal Raviv       | 17.3     |
| 5.       | Jovana Popovic  | 16.3     |

| Posición | Jugador         | Promedio |
| -------- | --------------- | -------- |
| 1.       | Joyce Isi Etute | 13.4     |
| 2.       | Awa Fam         | 10.7     |
| 3.       | Petra Bozan     | 10.0     |
| 4.       | Anna Liepina    | 9.9      |
| 5.       | Clara Bielefeld | 9.4      |

| Posición | Jugador              | Promedio |
| -------- | -------------------- | -------- |
| 1.       | Lena Bilic           | 5.6      |
| 2.       | Clara Bielefeld      | 5.4      |
| 3.       | Emma Giacchetti      | 5.3      |
| 4.       | Eszter Ratkai        | 5.1      |
| 5.       | Iyana Martín Carrión | 5.0      |

| Posición | Jugador           | Promedio |
| -------- | ----------------- | -------- |
| 1.       | Natalia Rutkowska | 2.1      |
| 2.       | Clara Bielefeld   | 2.0      |
| 2.       | Clara Silva       | 2.0      |
| 4.       | Romana Jelenc     | 1.7      |
| 5.       | Petra Bozan       | 1.6      |

| Posición | Jugador              | Promedio |
| -------- | -------------------- | -------- |
| 1.       | Emma Giacchetti      | 4.0      |
| 2.       | Joyce Isi Etute      | 3.0      |
| 2.       | Stella Kessler       | 3.0      |
| 4.       | Eszter Ratkai        | 2.7      |
| 5.       | Erika Mace           | 2.6      |
| 5.       | Jovana Popovic       | 2.6      |
| 5.       | Iyana Martín Carrión | 2.6      |

| Posición | Jugador        | Promedio |
| -------- | -------------- | -------- |
| 1.       | Awa Fam        | 24.9     |
| 2.       | Awa Fam        | 22.4     |
| 3.       | Anna Liepina   | 19.1     |
| 4.       | Jovana Popovic | 18.7     |
| 5.       | Petra Bozan    | 18.6     |

#### Equipos[4]
| Posición | Equipo    | Promedio |
| -------- | --------- | -------- |
| 1.       | Francia   | 85.9     |
| 2.       | España    | 78.6     |
| 3.       | Italia    | 68.7     |
| 4.       | Finlandia | 68.6     |
| 5.       | Portugal  | 68.3     |

| Posición | Equipo    | Promedio |
| -------- | --------- | -------- |
| 1.       | Finlandia | 49.7     |
| 2.       | Alemania  | 47.1     |
| 3.       | Francia   | 45.6     |
| 4.       | Italia    | 43.6     |
| 5.       | Polonia   | 43.0     |
| 5.       | Turquía   | 43.0     |

| Posición | Equipo   | Promedio |
| -------- | -------- | -------- |
| 1.       | Francia  | 21.6     |
| 2.       | España   | 20.7     |
| 3.       | Portugal | 18.9     |
| 4.       | Letonia  | 16.1     |
| 5.       | Hungría  | 16.0     |

| Posición | Equipo   | Promedio |
| -------- | -------- | -------- |
| 1.       | Alemania | 4.9      |
| 1.       | España   | 4.9      |
| 3.       | Portugal | 4.7      |
| 4.       | Hungría  | 4.6      |
| 5.       | Francia  | 4.3      |

| Posición | Equipo     | Promedio |
| -------- | ---------- | -------- |
| 1.       | Francia    | 17       |
| 2.       | Italia     | 16.9     |
| 3.       | España     | 13.4     |
| 4.       | Luxemburgo | 12.4     |
| 5.       | Finlandia  | 11.6     |

| Posición | Equipo   | Promedio |
| -------- | -------- | -------- |
| 1.       | Francia  | 112.4    |
| 2.       | España   | 100.6    |
| 3.       | Portugal | 82.4     |
| 4.       | Italia   | 75.1     |
| 5.       | Croacia  | 66.9     |